# Joseph Weigl
Joseph Weigl (28. března 1766 Eisenstadt – 3. února 1846 Vídeň) byl rakouský hudební skladatel a dirigent. Jeho otcem byl celista Joseph Franz Weigl, kmotrem Joseph Haydn a učiteli Johann Georg Albrechtsberger a Antonio Salieri. Pomáhal Mozartovi s nastudováním některých jeho děl, například opery Figarova svatba, kterou pak při některých reprízách i dirigoval. Psal především vokální a jevištní hudbu. Je autorem ve své době mimořádně úspěšných singspielů Das Waisenhaus a Die Schweizer Familie. Druhý z nich byl na přelomu let 1823 a 1824 jako Rodina švejcarská v českém časoměrném překladu Simeona Karla Macháčka uveden ve Stavovském divadle, a tím se stal vůbec první operou nastudovanou v češtině.